# 特里蘇爾

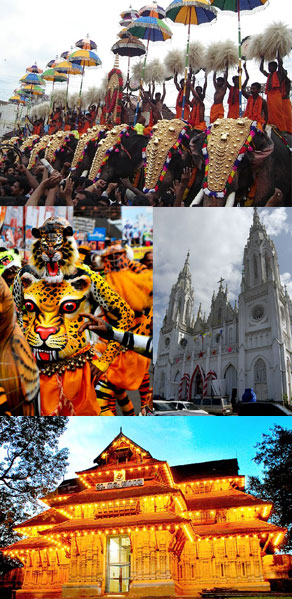

特里蘇爾（英語：Thrissur，馬拉雅拉姆語：[t̪riʃ(ː)uːr] ⓘ），前称德里久爾（英語：Trichur）是印度的城市，由喀拉拉邦負責管轄，位於該國南部，距離首府特里凡得琅300公里，面積101.43平方公里，海拔高度2.83米，受熱帶季風氣候影響，每年平均降雨量3,123毫米，2011年人口315,596。